# Chris Lawler
Pour les articles homonymes, voir Lawler.
Chris Lawler, né le 20 octobre 1943 à Liverpool (Angleterre), est un footballeur anglais, qui évoluait au poste de défenseur à Liverpool et en équipe d'Angleterre.
Lawler a marqué un but lors de ses quatre sélections avec l'équipe d'Angleterre entre 1971 et 1972.

## Carrière
- 1960-1975 : Liverpool
- 1975-1976 : Portsmouth
- 1976 : Miami Toros
- 1976-1977 : Portsmouth
- 1977-1978 : Stockport County

## Palmarès

### En équipe nationale
- 4 sélections et 1 but avec l'équipe d'Angleterre entre 1971 et 1972.

### Avec Liverpool
- Vainqueur de la Coupe UEFA en 1973.
- Vainqueur du Championnat d'Angleterre de football en 1966 et 1973.
- Vainqueur de la Coupe d'Angleterre de football en 1965 et 1974.